# Méréaucourt
Méréaucourt (picardisch: Mreucourt) ist eine nordfranzösische Gemeinde mit 9 Einwohnern (Stand 1. Januar 2022) im Département Somme in der Region Hauts-de-France. Die Gemeinde liegt im Arrondissement Amiens, ist Teil der Communauté de communes Somme Sud-Ouest und gehört zum Kanton Poix-de-Picardie.

## Geographie
Die Gemeinde liegt am Oberlauf der Évoissons rund einen Kilometer südlich von Thieulloy-la-Ville nahe der Grenze der Départements Somme und Oise.

## Geschichte
Die Allée couverte du Bois d’Archemont südöstlich des Ortes belegt eine jungsteinzeitlich Besiedlung der Region.
In Méréaucourt stand im 12. Jahrhundert ein Priorat, das der Benediktinerabtei in Saint-Valery-sur-Somme unterstand.

## Einwohner
Méréaucourt ist nach der Einwohnerzahl eine der kleinsten Gemeinden im Département Somme.
| 1962 | 1968 | 1975 | 1982 | 1990 | 1999 | 2006 | 2011 |
| ---- | ---- | ---- | ---- | ---- | ---- | ---- | ---- |
| 27   | 27   | 22   | 18   | 9    | 10   | 15   | 6    |

## Verwaltung
Bürgermeister (maire) ist seit 2001 Marc Blarel.